# 維索卡山
48°36′33.1″N 24°5′52.7″E / 48.609194°N 24.097972°E

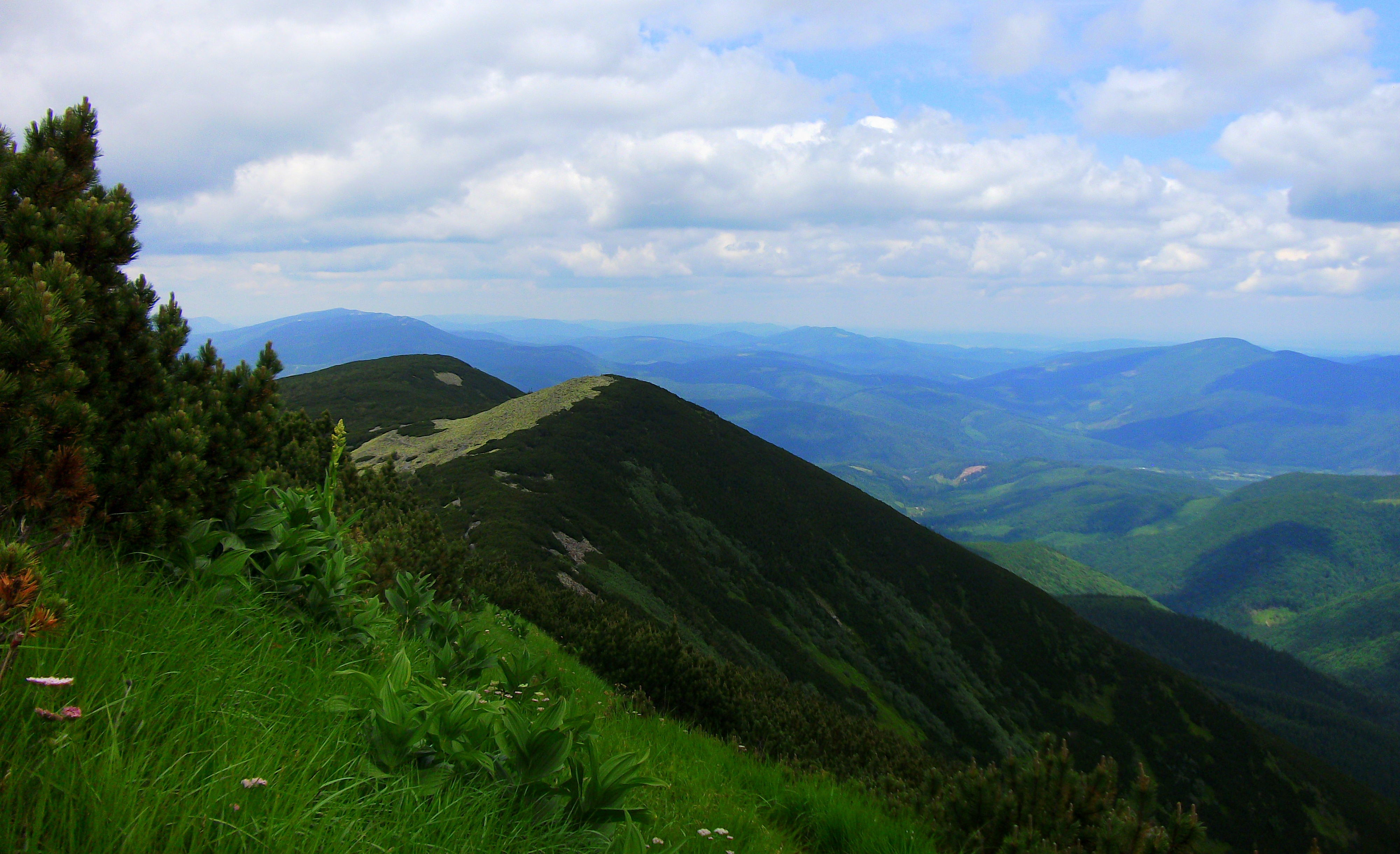

維索卡山（烏克蘭語：Висока）是烏克蘭西部的山峰，處於伊萬諾-弗蘭科夫斯克州的伊萬諾-弗蘭科夫斯克區與卡盧什區接壤的邊界，海拔高度1,804米。